# کپ۲
فرناندو کارلو ملقب به کپ۲ هنرمند اهل محلهٔ کینگزبریج برانکسِ نیویورک است. او گرافیتی را سال ۱۹۸۵ شروع کرد و یکی از هنرمندان شناخته شده در سطح بین الملی در این زمینه است.
کپ۲ گرافیتی را تحت تأثیر پسر عموی خود "Chico80" که یک گرافیتی‌نویس محلی بود شروع کرد. در سال ۱۹۸۲ وارد گروه خیابانی KD شد (Kings Destroy) -نوجوانان نابودی- و بعداً اسم این گروه به "Kings of the 4 Line" یعنی "پادشاهان خط ۴ " تغییر کرد. کپ۲ بخاطر سبک "throw-up"خودش معروف است و این ترو-اپ را از Cap که یک گرافیتی نویس قدیمی در نیویورک بوده گرفته‌است؛ و امروز نیز از همان ترو آپ حتی استفاده می‌کند.

## پروژه‌ها
- کپ۲ موفقیت‌های زیادی در زمینه آثار هنر خودش بدست آورده و برخی آثارش تحت برندهای آدیداس و مجلهٔ تایم منتشر شده‌است.
- برخی آثار کپ۲ در حراجی Christie's auction block با قیمت ۱۰ دلار برای هر نقاشی به فروش می‌رفت. در اوایل کار شامل کاور یک آلبوم از Boogie Down Productions به نام سکس و خشونت بود.
- در سال ۲۰۰۲، کپ۲ اثر هنریش برای Adam Bhala Lough در Bomb the System که یک اثر بدنام و معروف در پله بروکلین بود کار کرد! یکی ار آثار او در DVD پشت صحنه هنرهای رئال دیده می‌شود.
- در سال ۲۰۰۳ کتابی با نام «Cope2:افسانه‌ای واقعی» را منتشر کرد.
- در سال ۲۰۰۵ با برند معروف All-Stars همکاری کرد و کفش کتونی با طرح گرافیتی را طراحی کرد.
- در سال ۲۰۰۵ مجله تایم سفارش کاری به کپ۲ داد با قیمت ۲۰دلار، برای بیلبورد تبلیغاتیش که در منطقهٔ منهتن نیویورک، هستون و ووستر قرار داده شد. در این بیلبورد که با گرافیتی‌های ناخوانا طراحی شده بود متنی نوشته شده بود: "پست مدرنیسم؟ نو-هیجاننمایی؟ تایم. می‌دانم چرا" در سال ۲۰۰۶ در بازی Getting up همکاری داشت که او را به عنوان یک افسانهٔ گرافیتی به تصویر کشیده بود! او همچنین در ویدیو بازی GTA IV و در فیلم Shrek The Third آثارش مشاهده شد که نشان از همکاری او با سازندگان این فیلم‌ها و بازی‌ها می‌داد.
- در سال ۲۰۰۸ کپ۲ با همکاری برند Adidas و Footlocker به طراحی و تولید مجموعه‌ای از لباس در اروپا پرداختند که این مجموعه شامل:کت، کلاه بیسبال، تی شرت، کمربند و کفش‌های کتانی بود.
- در سال ۲۰۰۹ کپ۲ همکاری با اولین مرکز اختصاصی سنگنوردی نیویورک، Brooklyn Boulders، و خیلی گرافیتی روی دیوار برایشان کشید.
- در سال ۲۰۱۰ با Lnk AL که یک tattoo studios (استودیو تتو و خالکوبی) در لس آنجلس آمریکاست برای طراحی خال کوبی همکاری کرد.
- در سال ۲۰۱۱ برای مدرسهٔ Seward Park High School گرافیتی زیادی کشید و همچنین در طول چندین دهه گذشته Cope2 در انتشار Video graf بسیار پرکار بوده‌است.